# Pression de conformité

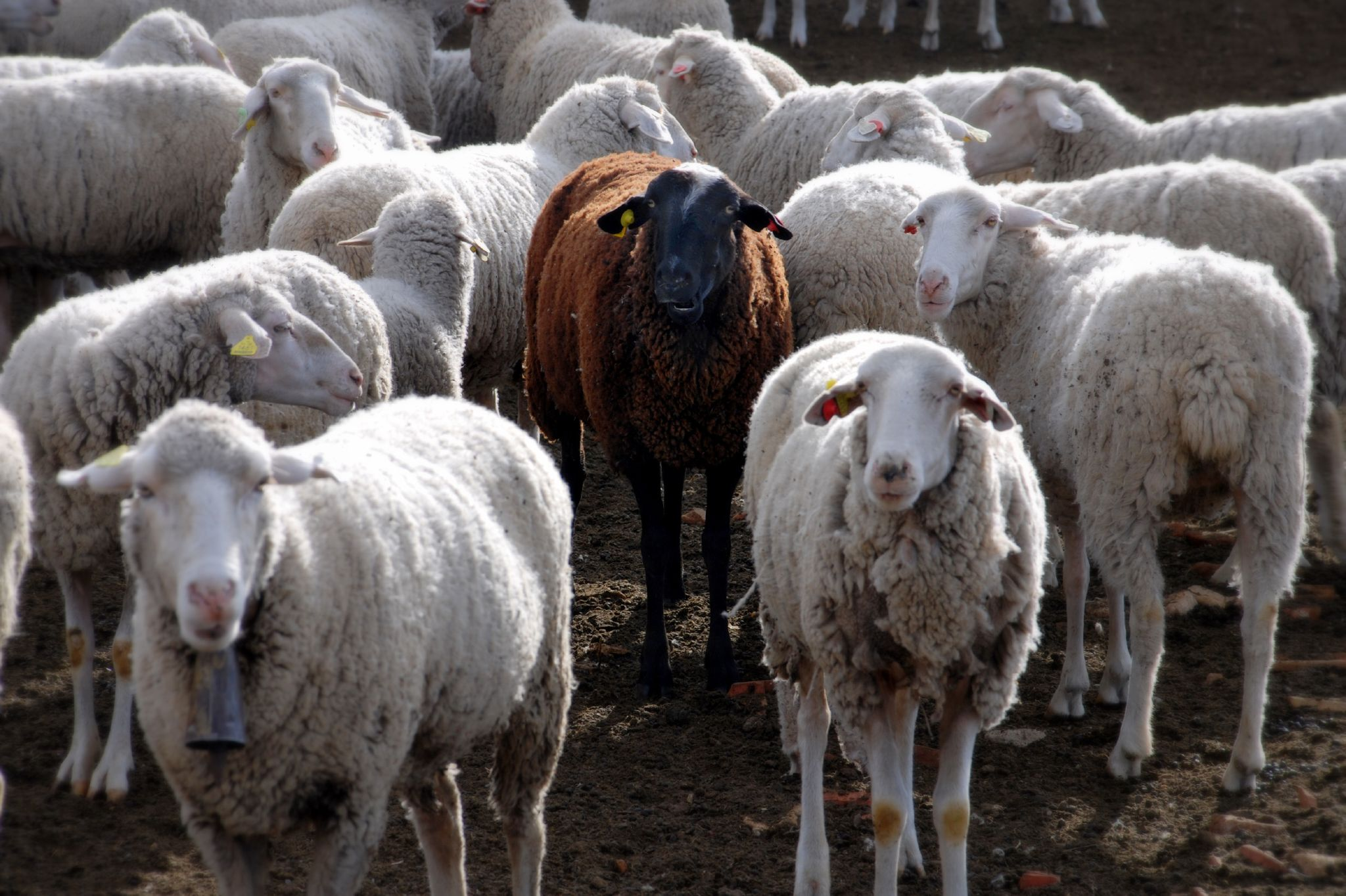

La pression de la conformité est une pression exercée sur les individus pour qu’ils s’alignent sur le comportement du groupe au risque d'être ostracisés, c’est-à-dire écartés des débats, voire sanctionnés ou expulsés. Cette pression peut aboutir à une censure des expressions divergentes.
Le premier rapport sur ce sujet a été établi par Solomon Asch en 1955 à la suite d'une célèbre expérimentation.